# Mike Rounds
Marion Michael Rounds (Huron, 1954. október 24. –) az Amerikai Egyesült Államok szenátora (Dél-Dakota, 2015–). A Republikánus Párt tagja.
1977-ben diplomázott a Dél-Dakotai Állami Egyetemen. 1991-től 2000-ig az állami szenátus tagja volt. 2003-tól 2011-ig Dél-Dakota állam kormányzójaként szolgált. 2015. január 3. óta a szövetségi szenátusban képviseli államát.